# 路振隆
路振隆（1942年—2023年1月12日），男，河南洛阳人，中国戏曲电影导演，曾任河南电影制片厂副厂长，中国电影家协会理事。代表作有《风雪配》、《武当仙袍》、《倒霉大叔的婚事》等。